# یادبود ملی قلعه مونته‌زوما
یادبود ملی قلعه مونته‌زوما (انگلیسی: Montezuma Castle National Monument) یک بنای بازمانده و مجموعه‌ای از مردمان باستانی پوئبلو در نزدیکی شهر کمپ وردی آریزونا ایالات متحده آمریکا، این بنا یا در حقیقت قلعه مربوط به دوران پیشاکلمبی می‌باشد، دوران آبادانی آن به تاریخ ۱۱۰۰ تا ۱۴۲۵ میلادی بازمی‌گردد 
در سال ۱۸۶۰ میلادی اروپایی-آمریکایی‌ها برای اولین بار خرابه‌های رها شدهٔ آن را مشاهده کردند، امروزه بازماندگان مردمان باستانی این قلعه برای انجام مراسم مذهبی در تاریخ‌های خاصی در این مکان گرد هم می‌ایند.